# Top Gear
Top Gear es un programa de la televisión británica sobre vehículos de motor, principalmente autos, y es el programa de autos más visto del mundo. Comenzó en 1977 como un programa de autos convencional. Con el tiempo, y sobre todo desde un relanzamiento en 2002, ha desarrollado un estilo peculiar, humorístico y a veces controvertido. El espectáculo pasó a ser presentado por Chris Evans y Matt LeBlanc, después de que el expresentador Jeremy Clarkson fuera despedido por parte de la BBC por haber insultado y agredido físicamente a uno de los productores del programa. Por su parte, May y Hammond, los copresentadores de Clarkson, decidieron renunciar en solidaridad a él. Se estima que el programa tiene alrededor de 350 millones de espectadores por semana en más 170 países diferentes.
Los primeros capítulos fueron emitidos en el Reino Unido en BBC Two, y desde la temporada 14, también en BBC HD. La serie también se transmite por televisión por cable en Estados Unidos a través de BBC América, en América Latina a través de BBC Entertainment e History Channel, y en Europa a través de BBC Knowledge. Hasta la fecha se han emitido 20 temporadas y la grabación de la 21 temporada comenzó en agosto de 2013.
El programa ha sido elogiado por su estilo visual y presentación, pero ha sido criticado por sus comentarios a menudo políticamente incorrectos, realizados por sus presentadores. El columnista A. A. Gill, amigo cercano de Clarkson y columnista del Sunday Times describió el programa como «un triunfo del arte de la realización de programas, de los minutos, obsesivo, mampostería musical de edición, pulido a la francesa de lavado de color y clasificación».

## Historia
Jeremy Clarkson, que ayudó a que la serie original alcanzase su máximo de audiencia en la década de 1990 junto con el productor Andy Wilman, lanzaron con éxito un nuevo formato de Top Gear en la BBC, cambiando una decisión previa de cancelar el programa en el 2001. La nueva serie se publicó en el 2002. En vez de usar un estudio, como el BBC Television Center en Londres, el plató de Top Gear se situaba en el Aeródromo de Dunsfold, un aeropuerto y parque empresarial en Waverley, Surrey. Top Gear suele usar circuito diseñado por Lotus sobre las pistas de aterrizaje. 
Un gran hangar es usado como estudio de grabación con la audiencia de pie. El nuevo formato del programa incorporó un gran número de cambios mayores con respecto al programa viejo. La duración del programa se extendió a una hora y se introdujo a dos nuevos presentadores: Richard Hammond y Jason Dawe. James May reemplazaría a Dawe en la segunda temporada. The Stig, un piloto que usaba un casco de visor negro, el cual mantenía su anonimato, fue presentado como el piloto de pruebas. Se añadieron nuevos segmentos como "Estrella en un coche de precio razonable", "El muro cool", "Noticias", "Vuelta rápida y desafíos excepcionales, como carreras, competiciones, destrucción de caravanas y más recientemente, apariciones de Morris Marinas, que no podía aparecer en el programa sin ser destruido (normalmente aplastado por un piano). 
A principios de 2006, la BBC planeó trasladar los estudios de Dunsfold a Enstone, Oxfordshire para grabar la octava temporada de Top Gear, pero el traslado fue cancelado por el ayuntamiento de West Oxfordshire debido al ruido y la contaminación. La grabación de la nueva temporada empezó en mayo, aunque no tenían permiso para hacerlo, con un nuevo estudio, un nuevo coche para el segmento de "Estrella en un coche de precio razonable", y la inclusión de uno de los perros de Hammond, llamado "Top Gear Dog" (ahora conocido como TeeGee) en unos cuantos segmentos de esa temporada. El 20 de septiembre de 2006, Richard Hammond sufrió un accidente grave mientras conducía un dragster a turborreacción Vampire a 505 km/h para el programa. La BBC pospuso indefinidamente la producción de lo Mejor de Top Gear y anunció que la producción del programa se retrasaría hasta que Hammond se recuperase. Tanto la BBC y la Health and Safety Executive llevaron a cabo una investigación sobre el accidente. La grabación se retomó el 5 de octubre de 2006, y la novena temporada se estrenó el 28 de enero de 2007 e incluyó escenas del accidente de Hammond. El primer capítulo de la novena temporada atrajo mejores porcentajes que el final de Celebrity Big Brother y al final de la temporada tenía 8 millones de espectadores – los mejores resultados en una década para la BBC Two.
Un programa especial, Top Gear: Polar Special, se emitió el 25 de julio de 2007 en Reino Unido y fue el primer capítulo emitido en HD. Consistía en una carrera hacia el Polo Norte Magnético desde Resolute, Nunavut, Canadá con May y Clarkson viajando en un Toyota Hilux modificado para la nieve, y Hammond en un trineo de perros. Los tres contaban con la ayuda de exploradores experimentados; Clarkson y May fueron los primeros en alcanzar el polo norte magnético, usando el sistema de navegación del coche. Desde 1996, el Polo Norte Magnético se ha movido aproximadamente 160 km. La localización marcada en 1996 fue la usada para el desafío; el Polo Norte Geográfico se encuentra aproximadamente a 1,300 km más hacia el Norte.
El 9 de septiembre de 2007, Top Gear participó en las 24 horas Britcar de Silverstone, donde los presentadores (incluido The Stig) condujeron un coche de segunda mano diésel, preparado para la carrera, un BMW 330d finalizando 3º en su clase y 39.º en la clasificación general. El coche funcionaba con biodiésel refinado de los cultivos mostrados en un episodio anterior dedicado a los tractores. En 2008, Top Gear era tan famoso que la lista de espera para poder asistir incluía más de 300 mil nombres, o 21 años de episodios. En 2008, el programa se adaptó a un formato en directo llamado Top Gear Live. El tour comenzó el 30 de octubre de 2009 en Earls Court, Londres, llegando a Birmingham en noviembre, después al menos en otros 15 países diferentes. Producido por un exproductor de Top Gear, Rowland French, los eventos fueron descritos como un intento de "llevar el formato de televisión a la vida..." con acrobacias que cortan la respiración, increíbles efectos especiales y secuencias de conducción arrolladoras ofrecidas por algunos de los mejores pilotos de precisión del mundo". El 17 de junio de 2008, en una entrevista de la BBC Radio 1 en The Chris Moyles Show, Hammond y May confirmaron que en la temporada 11 habría un nuevo "anfitrión ocasional". Más tarde se reveló que era un especialista. El productor ejecutivo, Andy Wilman, reveló que en futuros programas habría menos tiempo dedicado a grandes desafíos.
La temporada 14, emitida a finales de 2009, atrajo la crítica de algunos espectadores, que percibieron que el programa se estaba volviendo predecible con un exceso de acrobacias y un humor forzado a expensas de contenido serio. Según el punto de vista de la BBC, la emisión del 13 de diciembre de 2009, Janice Hadlow, controladora de la BBC Two, rechazó esos comentarios, señaló que todavía estaba satisfecha con la audiencia del programa. Sin embargo, el 20 de diciembre, Andy Wilman admitió que los tres presentadores estaban "jugando demasiado con sus personajes de dibujos animados". Añadió: " Es justo decir que esta encarnación de Top Gear está más cerca del final que del principio y nuestro trabajo es aterrizar ese avión con su dignidad intacta. Pero, irónicamente, eso significa probar cosas nuevas hasta al final, incluso si meten la pata, porque, bueno, significa que nunca se dejó de intentarlo".
Sin embargo en un especial del programa de noticias de EE. UU. 60 Minutos con Clarkson, May y Hammond atrajeron a 20 millones de espectadores en octubre de 2010, que fue la mayor audiencia para el programa en ese año, demostrando que Top Gear seguía siendo popular.

## Emisión y retransmisiones
Los primeros episodios fueron retransmitidos en el Reino Unido por BBC Two, y desde la temporada 14, también en BBC HD. Top Gear también es emitido en Dave, BBC América, BBC Canadá, RTÉ Two en Irlanda, Channel 9` y GO! en Australia (anteriormente en SBS One quien emitió el programa hasta el final de la temporada 13 emitida en 2009), Prime TV en Nueva Zelanda y Discovery Channel y actualmente todas las mañanas en Energy de 8:30 a 9:50 y de 13:30 a 15:20 horas en España y más canales alrededor del mundo. La popularidad del programa, ha llevado a la creación de tres versiones internacionales de este, con una producción local, equipo y presentadores de Australia, Rusia y desde el 21 de noviembre de 2010 Estados Unidos Los episodios de la versión australiana se emitieron el 29 de septiembre de 2008. Cuenta como presentador con el músico canadiense Dallas Green.
Los primeros dos temporadas fueron transmitidos en BBC Two, pero a partir de la 15 temporada empezó a ser transmitido por BBC HD, Top Gear también está disponible en Dave, BBC América, BBC Canadá, RTÉ Two y Setanta Ireland en Irlanda, Veronica en los Países Bajos, Canvas en Bélgica, Kanal 9 en Suecia, Media Primaen Malasia NTV7, Nine Network y GO! en Australia, Prima COOL en la República Checa, Viasat3, Viasat6 en Hungría, Prime TV en Nueva Zelanda, BBC Entertainment en Latinoamérica, Energy y Cuatro en España, y muchos más canales alrededor de mundo. La señal de BBC Entertainment llega de forma original a la mayoría de los países hispanoamericanos, como Colombia, Bolivia, México, Honduras, Nicaragua, El Salvador, Panamá, Costa Rica, Guatemala, República Dominicana, Venezuela, Ecuador, Costa Rica, Perú, Chile, Paraguay, Argentina y Uruguay, entre otros.

## Secciones

### Vueltas rápidas

Pista de pruebas de Top Gear

En la sección de "Power Laps" (vuelta rápida), The Stig completa una vuelta alrededor del circuito Top Gear test track para medir el rendimiento de varios coches. La pista de Top Gear fue diseñada por Lotus.
Los requisitos para abordar una "Power Lap" normal son que el coche sea apto para circular en carretera, que este disponible a la venta y que sea capaz de superar un reductor de velocidad (conocidos comúnmente como 'lomos de toro' o 'guardias tumbados'). Hay un ranking independiente no oficial de los tiempos de coches de no-producción, como el  Aston Martin DBR9 LM Racer.
Los coches que han registrado los tiempos de vuelta no admisibles en Top Gear son el Renault F1 (0:59.0) y el Caparo T1 (1:10.6), descalificados porque no cumplieron con el requisito del reductor de velocidad, así como el Ferrari FXX (1:10.7), descalificado por usar neumáticos lisos. El Pagani Zonda R marcó un tiempo de 1:08.5, pero fue descalificado por no ser apto para circular en carretera.
El coche más rápido que cumplió con los requisitos ha sido el Pagani Huayra, con un crono de 1:13.8, superando el segundo lugar Ariel Atom V8, en 1,3 segundos. Pero en el segundo episodio de la 20.ª temporada, el BAC Mono superó el Ariel Atom V8, y se colocó a 0'5 segundos del Pagani Huayra.
Tabla de resultados (al final de la temporada 20)
1. 1:08.5 - Pagani Zonda R[7]
2. 1:10.6 - Caparo T1[8]
3. 1:10.7 - Ferrari FXX[9]
4. 1:13.8 – Pagani Huayra[10]
5. 1:14.0 - Lamborghini Sesto Elemento[11]
6. 1:14.3 - BAC Mono[12]
7. 1:15.1 – Ariel Atom 500 V8[13]
8. 1:16.2 – McLaren MP4-12C[14]
9. 1:16.5 – Lamborghini Aventador[15]
10. 1:16.8 – Bugatti Veyron Super Sport[16]
11. 1:17.1 – Gumpert Apollo S[17]
12. 1:17.3 – Ascari A10[18]
13. 1:17.6 – Koenigsegg CCX (con alerón Top Gear)
14. 1:17.7 – Noble M600 (frío)
15. 1:17.8 – Nissan GT-R (2012)[19]
16. 1:17.8 – Pagani Zonda Roadster F[20]
17. 1:17.9 – Caterham Seven Superlight R500 (frío)[21]
18. 1:18.3 – Bugatti Veyron 16.4[22]
19. 1:18.4 – Pagani Zonda F
20. 1:18.9 – Maserati MC12[23]
21. 1:19.0 – Lamborghini Murciélago LP670-4 SuperVeloce[24]
22. 1:19.0 – Ferrari Enzo
23. 1:19.1 – Ferrari 458 Italia[25]
24. 1:19.5 – Lamborghini Gallardo LP560-4
25. 1:19.5 – Porsche 997 GT2

### Entrevistas
En esta sección, Jeremy Clarkson invita a algún famoso (generalmente solo una persona por programa) para ser entrevistado brevemente en el plató de Top Gear. Posteriormente, muestran en la televisión la vuelta más rápida que ha conseguido realizar con un coche de precio asequible en el circuito del programa. Una vez comentada la vuelta rápida, se da a conocer el tiempo que ha tardado en completar toda la vuelta y se le sitúa en la tabla de tiempos de famosos, según lo rápido que ha sido. Si las condiciones del día no son normales, se marca al lado del tiempo la adversidad climatológica que había, ya sea lluvia, nieve, mucho frío, etc.
Lista de los diez famosos más rápidos con el último coche de precio asequible del programa, el Vauxhall Astra. Los otros tres coches que se han usado son: el Suzuki Liana, el Chevrolet Lacetti y el KIA Cee'd.
- 1:44.7 - Aaron Paul
- 1:45.1 – Brian Johnson
- 1:45.6 – Jimmy Carr
- 1:46.1 – Hugh Jackman (caliente)
- 1:46.7 – David Haye
- 1:46.8 – Warwick Davis
- 1.47.8 – Benedict Cumberbatch
- 1:48.5 – Rachel Riley
- 1:48.8 – Charles Dance
- 1:48.9 – Joss Stone

En el caso de que el famoso sea un piloto o expiloto de Fórmula 1, se le sitúa en una tabla de tiempos específica para ellos. El coche que utilizan siempre es el Suzuki Liana.
- Daniel Ricciardo – 1.42.2

- Lewis Hamilton – 1.42.9

- Mark Webber – 1.43.1

- Sebastian Vettel – 1.44.0

- Rubens Barrichello – 1.44.3

- The Stig ll Ben Collins – 1.44.4

- Nigel Mansell – 1.44.6

- Lewis Hamilton – 1.44.7 (mojado)

- Jenson Button – 1.44.7 (caliente)

- Jenson Button – 1.44.9 (mojado)

- The Stig l (Perry McCarthy) – 1.46.1

- Kimi Räikkönen – 1.46.1 (muy mojado)

- Damon Hill – 1.46.3

- Mark Webber – 1.47.1 (mojado)

- Michael Schumacher – DNF (se perdió)

### Noticias
Es algo que suele ser muy habitual en el programa. Los tres presentadores, se ponen a hablar un rato en los asientos del plató sobre coches y sobre las últimas novedades del mundo del automóvil.

### El Panel genial
The cool wall, es un muro repleto de fotos de coches actuales que están clasificados en cuatro zonas: Seriously Uncool (los coches definitivamente menos geniales), Uncool (los no geniales), Cool (los geniales) y a la derecha del panel Sub Zero (que son los más geniales). Al margen del muro existe una zona específica para los Aston Martin Vantage y DB9, ya que por el hecho de ser demasiado geniales están dentro de un pequeño frigorífico. Jeremy y Richard, los encargados de ir situando los coches en sus respectivos puestos, nunca se ponen de acuerdo y acaban discutiendo. Siempre de manera irónica, van clasificando los coches sin reglas fijas en sus respectivas zonas. Sin embargo, los superdeportivos suelen ser Seriously Uncool o Uncool, ya que muy pocas personas pueden comprarse estos coches por su elevado precio. Otros coches que tampoco suelen ser clasificados como atractivos o geniales, son los diésel o eléctricos, los mono-volúmenes, los Škoda, los coches alemanes o aquellos que tengan los presentadores del programa. Por su parte, los pequeños utilitarios europeos como el Peugeot 206, se consideran generalmente cool. Esta sección del programa se suele hacer esporádicamente.

### Coche del año
Al final de cada año, los presentadores premian su coche favorito del año. El único criterio de selección, es que los tres presentadores deben llegar a una decisión unánime. Estos son los ganadores hasta el momento:
| Año  | Coche premiado                                 |
| ---- | ---------------------------------------------- |
| 2002 | Land Rover Range Rover                         |
| 2003 | Rolls-Royce Phantom                            |
| 2004 | Volkswagen Golf GTI                            |
| 2005 | Bugatti Veyron                                 |
| 2006 | Lamborghini Gallardo Spyder                    |
| 2007 | Subaru Legacy Outback / Ford Mondeo            |
| 2008 | Caterham Seven R500                            |
| 2009 | Lamborghini Gallardo LP550-2 Valentino Balboni |
| 2010 | Citroën DS3                                    |
| 2011 | Range Rover Evoque                             |
| 2012 | Toyota GT86                                    |
| 2013 | Ford Fiesta ST                                 |
| 2014 | BMW i8                                         |

### Coche de la década
En el episodio final de la temporada 14 durante el "Top Gear Awards Ceremony", Clarkson decidió que, siendo el final de una década (2000-2010), deberían premiar también el 'Coche de la Década'. Clarkson comentó que el ganador de este premio tenía que ser el Bugatti Veyron, el único coche merecedor. Desde que el formato de Top Gear comenzara a principios de la década de los '00, solo se ha otorgado una vez este premio.
| Década  | Coche premiado |
| ------- | -------------- |
| 2000-10 | Bugatti Veyron |

### Episodios especiales y viajes emitidos
A partir de 2007 (novena temporada), los tres presentadores del programa comenzaron a participar en una serie de retos especiales. Estos consistían en viajar largas distancias a través de algún país extranjero, pero como requisito los vehículos usados debían comprarlos ellos mismos cumpliendo algunas condiciones impuestas por el programa y usando un presupuesto limitado.
| Fecha              | Lugar         | Vehículo de Hammond           | Vehículo de Clarkson    | Vehículo de May               | Coche de repuesto            | Presupuesto | Misión |
| ------------------ | ------------- | ----------------------------- | ----------------------- | ----------------------------- | ---------------------------- | ----------- | --- |
| Febrero de 2007    | EE. UU.       | '91 Dodge Ram                 | '89 Chevrolet Camaro RS | '89 Cadillac Brougham         | —                            | $ 1.000     | Conducir desde Miami a Nueva Orleans a través de 4 estados en coches americanos de segunda mano. |
| Julio de 2007      | Alaska Polar  | Dog sled (con Matty McNair)   | '07 Toyota Hilux        | —                             | —                            | —           | Viaje desde Resolute, Canadá hasta el Polo Norte Magnético |
| Noviembre de 2007  | Botsuana      | '63 Opel Kadett               | '81 Lancia Beta Coupé   | '85 Mercedes-Benz 230E        | '68 Volkswagen Beetle        | £ 620       | Viaje desde la frontera con Zimbabue a la frontera de Namibia, un viaje de 1.000 millas en vehículos de segunda mano disponibles en el país |
| Diciembre de 2008  | Vietnam       | '91 125cc Minsk               | '81 Piaggio Vespa       | Honda Super Cub de 50cc       | América librea Honda Z50     | £ 450       | Viaje desde Saigón hasta Ha Long en ocho días en motocicletas de segunda mano. |
| Diciembre de 2009  | Bolivia       | '74 Toyota Land Cruiser       | '84 Range Rover         | '88 Suzuki Samurai            | —                            | £ 3.500     | Viaje desde Bolivia hasta el Pacífico Sur en Chile. |
| Diciembre de 2010  | Oriente Medio | '00 Fiat Barchetta            | '00 Mazda MX-5          | '98 BMW Z3                    | '95 Opel Astra cabriolet     | £ 3.500     | Seguir la ruta de la Natividad, viajando desde el norte de Irak hasta Belén en coches de segunda mano convertibles. |
| Diciembre de 2011  | India         | '00 Mini Cooper               | '95 Jaguar XJS          | '75 Rolls-Royce Silver Shadow | '79 Austin Allegro           | £ 7.000     | Viaje por la India desde Bombay hasta la frontera con China en coches británicos. |
| Marzo de 2013      | África        | '02 Subaru Impreza WRX Estate | '99 BMW 528i Touring    | '96 Volvo Wagon 850R          | '98 Ford Scorpio Ghia Estate | £ 1.500     | Buscar y encontrar la verdadera fuente del río Nilo conduciendo coches tipo ranchera. |
| Marzo de 2014      | Birmania      | Isuzu TX                      | '59 Isuzu TX            | '89 Hino Ranger FB 110        | —                            | —           | Viaje hasta Birmania donde tratarán de construir un puente sobre el río Kwai que sea capaz de soportar el peso de los tres camiones que usarán para llegar hasta allí. |
| Septiembre de 2014 | Patagonia     | Ford Mustang Mach 1           | Porsche 928 GT          | Lotus Esprit V8               | Citroën 2CV                  |             | Viaje a través de la Patagonia y los Andes chileno-argentinos. Se creó polémica porque supuestamente las placas de los vehículos, que contenían referencias a la Guerra de las Malvinas. Clarkson, Hammond, May y el equipo de filmación se vieron obligados a retirarse hacia Chile el día 3 de octubre por los disturbios causados. |

## CircuitoTop Gear

Pista de pruebas de Top Gear

El circuito de pruebas Top Gear, es el propio del programa, en donde prueban los distintos autos que salen al mercado, así como también clásicos de época. Cuentan con una columna en la que guardan el mejor tiempo que The Stig pudo realizar con cada uno. Por otro lado, también lo utilizan para que los famosos invitados hagan vueltas en un coche de precio razonable, y luego colocar su mejor tiempo en otra columna con los tiempos de todos los famosos que fueron invitados al Show. Y finalmente es usado para hacer tests con los coches que después hacen el tiempo en la pista. El circuito cuenta con ocho curvas, que son las siguientes:
- Crooners
- Willson
- Chicago
- Hammerhead
- Follow Through
- Bentley
- Bacharach (Penúltima)
- Gambon (Antigua "Carpenter's Corner", que cambió de nombre tras la vuelta del actor Michael Gambon cuando estuvo a punto de volcar un Suzuki Liana)[26]